# Paragathotanais abyssorum
Paragathotanais abyssorum is een naaldkreeftjessoort uit de familie van de Agathotanaidae. De wetenschappelijke naam van de soort is voor het eerst geldig gepubliceerd in 2007 door Larsen.